# Халкотека
Халкотека (на гръцки: Χαλκοθήκη) е специална сграда, намирала се на атинския Акропол, в непосредствена близост до Партенона. Служила е за склад на жертвени прибори и оръжия. В нея са се съхранявали щитове, брони, копия, катапулти и други метателни оръжия, принадлежащи на града. Тук се е съхранявало и оръжие, взето от противника по различно време. Името и функциите на Халкотека са известни от надписи от IV век пр.н.е. Един от тях е указ, съдържащ списък на вещите, съхранявани в Халкотека, и нареждащ монтирането на стела пред сградата.

## История
В науката от XIX век няма консенсус къде точно се намирал Халкотека: някои я поставят в югоизточния ъгъл на Акропола, други (В. Дьорпфелд) – на запад от Партенона, на южния край на плато, други – в северната му част, по-близо до западния ъгъл.
По-късно руините, открити на изток от Бравронион и в непосредствена близост до югозапад от Партенона, започват да се считат за останките на Халкотека. От сградата е останала само варовиковата основа и изкопите, издълбани в скалата за основата. Сградата се е издигала пред южната стена на Акропола и е била около 43 м дълга и 14 м широка. На северната дълга страна имало портик с ширина 4,5 м. За изграждането на този портик било необходимо да се изравни южната част на стълбището, издълбано в скалата, водещо към западната фасада на Партенона. Това предполага, че портикът е построен в началото на IV век пр.н.е., докато самата сграда се появява по-рано, вероятно едновременно с Партенона – тоест в средата на V век пр.н.е. През римско време са извършени обширни ремонти на сградата, тъй като са открити многобройни фрагменти от архитектурна украса, принадлежащи към римската епоха и съответстващи на размера на Халкотека.